# جيمس ليندسي (ممثل)
جيمس ليندسي (بالإنجليزية: James Lindsay)‏ هو ممثل بريطاني (وحمل سابقاً جنسية المملكة المتحدة لبريطانيا العظمى وأيرلندا)، ولد في 26 فبراير 1869 في المملكة المتحدة، وتوفي في 9 يونيو 1928 في أستراليا.

## وصلات خارجية
- جيمس ليندسي على موقع IMDb (الإنجليزية)
- جيمس ليندسي على موقع قاعدة بيانات الفيلم (الإنجليزية)